# التهاب الجلد التزرقي
التهاب الجلد التزرقي هو تفاعل جلدي ناتج عن أسباب طبية يحدث مباشرة بعد حقن الدواء. يظهر على شكل ألم فوري شديد حول موقع الحقن، مع تحول الجلد الذي يغطيه بسرعة إلى اللون الأحمر أو البنفسجي أو الأبيض ("شحوب نقص التروية ") :124وأحيانا مع نمط شبكي. ويؤدي التفاعل في النهاية إلى درجات متفاوتة من نخر الجلد والأنسجة الأساسية. يلتئم الجرح في النهاية لكنه قد يؤدي إلى ندبات ضامرة ومشوهة.
يرتبط التفاعل بمجموعة من مواقع الحقن والأدوية. أبلغ فرويدنتال عنه أول مرة في عام 1924 بعد حقن أملاح البزموت لعلاج مرض الزهري. على الرغم من أن التقارير الأولية كانت تتبع الحقن العضلي، فقد أُبلغ عن التفاعل أيضًا بعد الحقن تحت الجلد، والحقن الوريدي، والحقن داخل المفصل. وأُبلغ أيضا عن حدوث التهاب الجلد الزرقي مع العديد من حقن الأدوية المختلفة، بما في ذلك: البنسلينات والمخدر الموضعي (مثل الليدوكايين) واللقاحات (مثل اللقاح الثلاثي)، والكورتيكوستيرويدات ومضادات الالتهاب غير الستيرويدية وغيرها.

## التسبب في المرض
سبب التهاب الجلد التزرقي غير مفهوم جيدا. يظهر الفحص المجهري للأنسجة المصابة نخرًا إقفاريًا، وبالتالي توجد فرضيات مختلفة لتفسير هذا الإقفار، بما في ذلك تشنج الأوعية الدموية الناتج عن وخز الإبرة أو الدواء المحقون أو الكمادات الباردة المطبقة على الجرح.

## التشخيص
التشخيص سريري بالدرجة الأولى. تظهر خزعات الجلد للموقع نخرًا ناتجًا عن نقص التروية. قد يساعد التصوير بالأشعة السينية على تحديد مدى الإصابة.

## العلاج
اعتمادًا على مدى وحالة إصابة الجرح، قد تتطلب الحالة المضادات الحيوية وتنظيف الجرح في المراحل المبكرة والجراحة التجميلية التصحيحية في المراحل المتأخرة.